# Josephat Ongeri
Josephat Ongeri Nyamora (1979) è un ex maratoneta keniota.

## Competizioni internazionali
2002
- 5º alla 20 km di Tours ( Tours) - 58'43"
- Oro alla Taulé-Morlaix ( Morlaix) - 28'15"

2003
- 9º alla Mezza maratona di Saint Denis ( Saint-Denis) - 1h03'10"
- 5º alla Mezza maratona di Nizza ( Nizza) - 1h03'34"
- Argento alla Mezza maratona di Strasburgo ( Strasburgo) - 1h04'15"
- 11º alla Mezza maratona di Chassieu ( Chassieu) - 1h05'10"
- 9º alla 15 km di Le Puy-en-Velay ( Le Puy-en-Velay) - 45'59"
- 5º alle Foulées Halluinoises ( Halluin) - 29'35"
- 5º al Cross de Nantes ( Nantes) - 28'41"

2004
- Bronzo alla Mezza maratona di Nizza ( Nizza) - 1h02'02"
- 11º alla Mezza maratona di Saint Denis ( Saint-Denis) - 1h04'33"
- 10º alla Auray-Vannes ( Vannes) - 1h07'05"
- Argento alla Mezza maratona di Mamers ( Mamers) - 1h07'07"
- 10º alla 15 km di Le Puy-en-Velay ( Le Puy-en-Velay) - 45'19"
- 4º alla Port du Caen ( Caen) - 29'21"
- Oro alla Epernon-Sparnonienne ( Épernon) - 29'31"

2005
- 8º alla Maratona di Torreón ( Torreón) - 2h17'58"
- Argento alla Great Lakes National Marathon ( Kisumu) - 2h24'23"

2006
- Oro alla Maratona di Detroit ( Detroit) - 2h18'22"
- Argento alla Maratona di Poitiers ( Poitiers) - 2h22'47"
- Oro alla Mezza maratona di Niagara Falls ( Niagara Falls) - 1h04'05"
- Argento alla Mezza maratona di Nogent sur Marne ( Nogent-sur-Marne) - 1h04'46"
- 20º all'Humarathon ( Vitry-sur-Seine) - 1h05'38"
- 6º alla Mezza maratona di Bordeaux ( Bordeaux) - 1h08'14"
- 15º alla 20 km di Maroilles ( Maroilles) - 1h03'22"
- Argento alla 10 km di Chalons en Champagne ( Châlons-en-Champagne) - 29'50"
- Argento alla Zoo Run ( Toronto) - 30'01"
- Oro alla Harold Webster 10 miles ( Hamilton) - 50'46"
- 4º alla Foulées Pierrefittoises ( Pierrefitte-sur-Seine) - 30'04"
- Argento alla Casablanca Classic ( Grimsby), 8 km - 23'52"

2007
- 11º alla Maratona di Ottawa ( Ottawa) - 2h20'29"
- 10º alla Maratona di Montréal ( Montréal) - 2h33'52"
- Oro alla Maratona di Hamilton ( Hamilton) - 2h22'51"
- 4º alla Around the Bay ( Hamilton), 30 km - 1h36'20"
- Oro alla Mezza maratona di Saint Catherines ( St. Catharines) - 1h05'10"
- 4º alla Mezza maratona di Niagara Falls ( Niagara Falls) - 1h05'56"
- Oro alla Mezza maratona di London ( London) - 1h06'51"
- Oro alla Mezza maratona di Grimsby ( Grimsby) - 1h09'05"
- Oro alla Nissan Toronto 10 miles ( Toronto) - 48'44"
- Oro alla Bread and Honey ( Mississauga), 15 km - 45'39"
- 6º alla Sporting Life 10 km ( Toronto) - 28'52"
- Oro alla Mississauga Race Weekend ( Mississauga) - 29'05"
- 4º alla Zoo Run ( Toronto) - 30'05"
- 9º alla Harry's Spring Run Off ( Toronto), 8 km - 25'59"
- Oro alla Benchberry 5 km ( Beamsville) - 14'41"

2008
- 13º alla Maratona di Ottawa ( Ottawa) - 2h16'34"
- Oro alla Maratona di Hamilton ( Hamilton) - 2h15'51"
- Bronzo alla Around the Bay ( Hamilton), 30 km - 1h34'09"
- Bronzo alla Mezza maratona di Montréal ( Montréal) - 1h04'46"
- Argento alla Mezza maratona di Vancouver ( Vancouver) - 1h05'15"
- Argento alla Mezza maratona di Niagara Falls ( Niagara Falls) - 1h05'23"
- Argento alla Mezza maratona di Calgary ( Calgary) - 1h05'24"
- Oro alla Mezza maratona di London ( London) - 1h06'03"
- Oro alla Mezza maratona di Grimsby ( Grimsby) - 1h07'01"
- Oro alla Mezza maratona di Québec ( Québec) - 1h07'53"
- Oro alla Nissan Toronto 10 miles ( Toronto) - 48'48"
- Oro alla Bread and Honey ( Mississauga), 15 km - 45'54"
- Bronzo alla Sporting Life 10 km ( Toronto) - 29'25"
- Oro alla Peach Bud ( Grimsby) - 29'53"
- Argento alla Ancaster Old Mill Road Race ( Ancaster) - 30'00"
- Bronzo alla Harry's Spring Run Off ( Toronto), 8 km - 23'56"

2009
- 10º alla Maratona di Ottawa ( Ottawa) - 2h19'46"
- 4º alla Around the Bay ( Hamilton), 30 km - 1h41'39"
- Argento alla Mezza maratona di Vancouver ( Vancouver) - 1h04'53"
- Bronzo alla Mezza maratona di Montréal ( Montréal) - 1h05'04"
- Argento alla Mezza maratona di Québec ( Québec) - 1h07'14"
- Oro alla Bread and Honey ( Mississauga), 15 km - 44'43"
- Argento alla Sporting Life 10 km ( Toronto) - 28'48"

2010
- 9º alla Maratona di Ottawa ( Ottawa) - 2h16'41"
- Argento alla Around the Bay ( Hamilton), 30 km - 1h35'24"
- Argento alla Mezza maratona di Vancouver ( Vancouver) - 1h05'37"
- Argento alla Mezza maratona di Montréal ( Montréal) - 1h05'55"
- 6º alla Mezza maratona di Niagara Falls ( Niagara Falls) - 1h06'46"
- Oro alla Mezza maratona di Grimsby ( Grimsby) - 1h07'19"
- Oro alla Bread and Honey ( Mississauga), 15 km - 46'29"
- Argento alla Harry's Spring Run Off ( Toronto), 8 km - 24'02"

2011
- Argento alla Maratona di Toronto ( Toronto) - 2h29'18"
- Argento alla Around the Bay ( Hamilton), 30 km - 1h37'48"
- Argento alla Mezza maratona di Niagara Falls ( Niagara Falls) - 1h05'21"
- Bronzo alla Mezza maratona di Saint Catherines ( St. Catharines) - 1h07'20"
- Oro alla Mezza maratona di Grimsby ( Grimsby) - 1h09'56"
- 4º alla Harold Webster Memorial Boxing Day ( Hamilton), 10 miglia - 51'52"
- Oro alla Confederation Park 5 km ( Hamilton) - 14'37"

2012
- Oro alla Maratona di Buffalo ( Buffalo) - 2h20'26"
- 23º alla Maratona di Città del Messico ( Città del Messico) - 2h25'53"
- 4º alla Around the Bay ( Hamilton), 30 km - 1h38'09"
- 4º alla Mezza maratona di Montréal ( Montréal) - 1h05'04"
- 5º alla Mezza maratona di Vancouver ( Vancouver) - 1h06'11"
- Oro alla Mezza maratona di Québec ( Québec) - 1h06'23"
- Bronzo alla Yonge Street 10 km ( Toronto) - 29'01"
- 4º alla Harry's Spring Run Off ( Toronto), 8 km - 24'41"
- 4º alla Subaru Buffalo Chase ( Buffalo), 4 miglia - 18'57"

2013
- Bronzo alla Maratona di Victoria ( Victoria) - 2h19'53"
- Argento alla Maratona di Niagara Falls ( Niagara Falls) - 2h24'12"
- Argento alla Around the Bay ( Hamilton), 30 km - 1h35'50"
- 5º alla Yonge Street 10 km ( Toronto) - 29'39"
- Argento alla Harry's Spring Run Off ( Toronto), 8 km - 24'43"

2014
- Oro alla Maratona di Thunder Bay ( Thunder Bay) - 2h28'44"
- Bronzo alla Around the Bay ( Hamilton), 30 km - 1h39'42"

2015
- 20º alla Around the Bay ( Hamilton), 30 km - 1h42'50"
- Bronzo alla Longboat Toronto Island Run ( Toronto) - 31'07"